# Quận Edwards, Texas
Quận Edwards (tiếng Anh: Edwards County) là một quận trong tiểu bang Texas, Hoa Kỳ. Quận lỵ đóng ở thành phố Rocksprings6.